# Род-Айленд-авеню — Брентвуд
Род-Айленд-авеню — Брентвуд (англ. Rhode Island Avenue – Brentwood) — эстакадная (надземная, расположенная на эстакаде) станция Вашингтонгского метро на Красной линии. В период 1976—2004 года станция называлась Род-Айленд-авеню. Это одна из 5 первых станций системы метрополитена. Она представлена одной островной платформой. Станция обслуживается Washington Metropolitan Area Transit Authority. Расположена в районе Брентвуд с выходом на Род-Айленд-авеню у 5-й улицы, Северо-Восточный квадрант Вашингтона.
Станция была открыта 27 марта 1976 года.
Открытие станции приурочено к введению в эксплуатацию 1-й очереди системы Вашингтонского метрополитена, представленной 5 станциями (все на Красной линии): Фаррагут-Норт, Метро-Сентер, Джудикери-сквер, Юнион-Стейшн, Род-Айленд-авеню — Брентвуд.